# Neorhodella
Genre
Neorhodella est un genre d’algues rouges de la famille des Dixoniellaceae.

## Liste d'espèces
Selon AlgaeBase (6 août 2013), NCBI (6 août 2013) et World Register of Marine Species (6 août 2013) :
- Neorhodella cyanea (Billard & Fresnel) J.L.Scott, A.Yokoyama, Y.Hara & J.A.West, 2009 (espèce type)